# 쑹이런
쑹이런(중국어: 宋伊人, 병음: Sòng Yīrén, 한자음: 송이인, 1993년 5월 7일 ~ )은 중국의 배우이다.

## 학력
- 베이징 영화 학원 (졸업)

## 출연작
- 2018년 텐센트 웹드라마 《장야》- 상상 역
- 2018년 아이치이 웹드라마 《시광교회아애니》- 린루 역
- 2019년 후난위성텔레비전 청춘진행중 《분투파소년》- 치잉 역
- 2020년 텐센트 웹드라마 《장야 2》- 상상 역
- 2020년 유쿠 웹드라마 《전세계최호적니》- 린시츠 역
- 2020년 유쿠 웹드라마 《청춘조소과》- 위안첸 역
- 2024년 유쿠 웹드라마 《화청가》 - 화청가 역